# Gudelacksee
Der Gudelacksee liegt bei Lindow (Mark) im Landkreis Ostprignitz-Ruppin. Der See wird vom Vielitzkanal und dem Lindower Stadtfließ gespeist. Er entwässert über den Lindower Rhin in den Rhin. In der Mitte des Sees liegt Werder, eine flache Insel, auf der es vier kleine Teiche gibt.
In der ersten schriftlichen Erwähnung (1530) wird der See Gudelow genannt. Mit der Zeit wurde dieser Name an das mittelniederdeutsche *Gōde lake für 'gute Lake' angeglichen.